# Roeien op de Olympische Zomerspelen 2016 – Lichte dubbel-twee mannen
De lichte dubbel-twee mannen op de Olympische Zomerspelen 2016 vond plaats van zaterdag 7 tot en met vrijdag 12 augustus 2016. Regerend olympisch kampioen waren Mads Rasmussen en Rasmus Quist Hansen uit Denemarken, die in Rio de Janeiro hun titel verdedigden. De competitie bestond uit meerdere ronden, beginnend met de series en herkansingen om het deelnemersveld van de halve finales te bepalen. Er werden vier halve finales geroeid, twee A/B-halve finales en twee C/D-halve finales. Alleen de roeiers in eerstgenoemde halve finale deden nog mee om de medailles (de drie besten in de A-halve finale en de drie besten in de B-halve finale bereiken de finale); de deelnemers aan de overige halve finales vielen al eerder af. Zij raceten nog om zo de totale ranglijst te kunnen vaststellen. Concluderend moest een duo in zijn serie bij de eerste twee eindigen (of bij de eerste twee in de herkansing), en in de halve finale bij de eerste drie om de A-finale te bereiken.
De series vonden plaats op zondag 7 augustus 2016, een dag later gevolgd door de herkansingen. De laagste halve finales (C/D) werden geroeid op dinsdag 9 augustus, gevolgd door de beste halve finales op 10 augustus. De finale waarin de medailles werden verdeeld was op vrijdag 12 augustus 2016.

## Resultaten

### Series
De beste twee duo's van elke serie plaatsten zich voor de halve finales. De drie overige duo's proberen in de herkansingen zich alsnog te kwalificeren.

#### Serie 1
| rang | naam                             | land       | tijd    |   |
| ---- | -------------------------------- | ---------- | ------- | - |
| 1    | Gary O'Donovan Paul O'Donovan    | Ierland    | 6:23.72 | Q |
| 2    | Andrea Micheletti Marcello Miani | Italië     | 6:24.10 | Q |
| 3    | Mads Rasmussen Rasmus Quist      | Denemarken | 6:33.67 | H |
| 4    | Moritz Moos Jason Osborne        | Duitsland  | 6:40.48 | H |
| 5    | Hüseyin Kandemir Cem Yılmaz      | Turkije    | 6:41.67 | H |

#### Serie 2
| rang | naam                              | land             | tijd    |   |
| ---- | --------------------------------- | ---------------- | ------- | - |
| 1    | Kristoffer Brun Are Strandli      | Noorwegen        | 6:24.81 | Q |
| 2    | Josh Konieczny Andrew Campbell    | Verenigde Staten | 6:26.56 | Q |
| 3    | Felipe Cárdenas Bernardo Guerrero | Chili            | 6:38.95 | H |
| 4    | Bernhard Sieber Paul Sieber       | Oostenrijk       | 6:43.97 | H |
| 5    | Chun Hin Chiu Mang Chiu Tang      | Hongkong         | 6:54.05 | H |

#### Serie 3
| rang | naam                                  | land      | tijd    |   |
| ---- | ------------------------------------- | --------- | ------- | - |
| 1    | Pierre Houin Jérémie Azou             | Frankrijk | 6:24.62 | Q |
| 2    | Artur Mikołajczewski Miłosz Jankowski | Polen     | 6:27.70 | Q |
| 3    | Hiroshi Nakano Hideki Omoto           | Japan     | 6:34.27 | H |
| 4    | Liosbel Hernández Raúl Hernández      | Cuba      | 6:39.79 | H |
| 5    | André Matias Jean-Luc Rasamoelina     | Angola    | 6:58.93 | H |

#### Serie 4
| rang | naam                             | land             | tijd    |   |
| ---- | -------------------------------- | ---------------- | ------- | - |
| 1    | James Thompson John Smith        | Zuid-Afrika      | 6:23.10 | Q |
| 2    | Will Fletcher Richard Chambers   | Groot-Brittannië | 6:25.62 | Q |
| 3    | Daniel Wiederkehr Michael Schmid | Zwitserland      | 6:29.95 | H |
| 4    | Man Sun Chunxin Wang             | China            | 6:30.83 | H |
| 5    | William Giaretton Xavier Vela    | Brazilië         | 6:31.13 | H |

### Herkansingen
De beste twee duo's van elke herkansingsrace plaatsten zich voor de halve finales.

#### Herkansing 1
| rang | naam                              | land       | tijd    |     |
| ---- | --------------------------------- | ---------- | ------- | --- |
| 1    | Mads Rasmussen Rasmus Quist       | Denemarken | 7:02.78 | Q   |
| 2    | Man Sun Chunxin Wang              | China      | 7:03.88 | Q   |
| 3    | Liosbel Hernández Raúl Hernández  | Cuba       | 7:07.17 | C/D |
| 4    | Felipe Cárdenas Bernardo Guerrero | Chili      | 7:11.38 | C/D |
| 5    | Hüseyin Kandemir Cem Yılmaz       | Turkije    | 7:13.49 | C/D |
| 6    | André Matias Jean-Luc Rasamoelina | Angola     | 7:29.73 | C/D |

#### Herkansing 2
| rang | naam                             | land        | tijd    |     |
| ---- | -------------------------------- | ----------- | ------- | --- |
| 1    | Moritz Moos Jason Osborne        | Duitsland   | 7:05.36 | Q   |
| 2    | Bernhard Sieber Paul Sieber      | Oostenrijk  | 7:06.41 | Q   |
| 3    | Daniel Wiederkehr Michael Schmid | Zwitserland | 7:07.90 | C/D |
| 4    | Hiroshi Nakano Hideki Omoto      | Japan       | 7:11.20 | C/D |
| 5    | William Giaretton Xavier Vela    | Brazilië    | 7:13.60 | C/D |
| 6    | Chun Hin Chiu Mang Chiu Tang     | Hongkong    | 7:22.05 | C/D |

### Halve finales
De beste drie roeiers van de halve finales A/B plaatsen zich voor de A-finale, waarin de medailles verdeeld worden. 

#### Halve finale C/D
| rang | naam                              | land     | tijd    |   |
| ---- | --------------------------------- | -------- | ------- | - |
| 1    | William Giaretton Xavier Vela     | Brazilië | 7:27.34 | Q |
| 2    | Liosbel Hernández Raúl Hernández  | Cuba     | 7:30.13 | Q |
| 3    | Hiroshi Nakano Hideki Omoto       | Japan    | 7:30.64 | Q |
| 4    | André Matias Jean-Luc Rasamoelina | Angola   | 7:39.59 | D |

| rang | naam                              | land        | tijd    |   |
| ---- | --------------------------------- | ----------- | ------- | - |
| 1    | Daniel Wiederkehr Michael Schmid  | Zwitserland | 7:22.15 | Q |
| 2    | Hüseyin Kandemir Cem Yılmaz       | Turkije     | 7:24.14 | Q |
| 3    | Felipe Cárdenas Bernardo Guerrero | Chili       | 7:24.71 | Q |
| 4    | Chun Hin Chiu Mang Chiu Tang      | Hongkong    | 7:33.47 | D |

#### Halve finale A/B
| rang | naam                           | land             | tijd    |   |
| ---- | ------------------------------ | ---------------- | ------- | - |
| 1    | Pierre Houin Jérémie Azou      | Frankrijk        | 6:34.43 | Q |
| 2    | Josh Konieczny Andrew Campbell | Verenigde Staten | 6:35.19 | Q |
| 3    | Gary O'Donovan Paul O'Donovan  | Ierland          | 6:35.70 | Q |
| 4    | Will Fletcher Richard Chambers | Groot-Brittannië | 6:38.76 | B |
| 5    | Moritz Moos Jason Osborne      | Duitsland        | 6:59.28 | B |
| 6    | Man Sun Chunxin Wang           | China            | 7:01.49 | B |

| rang | naam                                  | land        | tijd    |   |
| ---- | ------------------------------------- | ----------- | ------- | - |
| 1    | James Thompson John Smith             | Zuid-Afrika | 6:38.01 | Q |
| 2    | Kristoffer Brun Are Strandli          | Noorwegen   | 6:38.65 | Q |
| 3    | Artur Mikołajczewski Miłosz Jankowski | Polen       | 6:40.23 | Q |
| 4    | Andrea Micheletti Marcello Miani      | Italië      | 6:40.45 | B |
| 5    | Mads Rasmussen Rasmus Quist           | Denemarken  | 6:45.05 | B |
| 6    | Bernhard Sieber Paul Sieber           | Oostenrijk  | 6:53.62 | B |

### Finales
In vier finales wordt de totale eindranglijst opgesteld

#### Finale D
| rang | naam                              | land     | tijd    |  |
| ---- | --------------------------------- | -------- | ------- |  |
| 19   | Chun Hin Chiu Mang Chiu Tang      | Hongkong | 6:57.95 |  |
| 20   | André Matias Jean-Luc Rasamoelina | Angola   | 7:01.74 |  |

#### Finale C
| rang | naam                              | land        | tijd    |  |
| ---- | --------------------------------- | ----------- | ------- |  |
| 13   | Daniel Wiederkehr Michael Schmid  | Zwitserland | 6:42.57 |  |
| 14   | William Giaretton Xavier Vela     | Brazilië    | 6:44.80 |  |
| 15   | Hiroshi Nakano Hideki Omoto       | Japan       | 6:45.81 |  |
| 16   | Hüseyin Kandemir Cem Yılmaz       | Turkije     | 6:47.06 |  |
| 17   | Felipe Cárdenas Bernardo Guerrero | Chili       | 6:47.67 |  |
| 18   | Liosbel Hernández Raúl Hernández  | Cuba        | 6:47.80 |  |

#### Finale B
| rang | naam                             | land             | tijd    |  |
| ---- | -------------------------------- | ---------------- | ------- |  |
| 7    | Will Fletcher Richard Chambers   | Groot-Brittannië | 6:28.81 |  |
| 8    | Andrea Micheletti Marcello Miani | Italië           | 6:29.52 |  |
| 9    | Moritz Moos Jason Osborne        | Duitsland        | 6:32.30 |  |
| 10   | Mads Rasmussen Rasmus Quist      | Denemarken       | 6:34.72 |  |
| 11   | Man Sun Chunxin Wang             | China            | 6:40.74 |  |
| 12   | Bernhard Sieber Paul Sieber      | Oostenrijk       | 6:42.19 |  |

#### Finale A
| rang   | naam                                  | land             | tijd    |  |
| ------ | ------------------------------------- | ---------------- | ------- |  |
| Goud   | Pierre Houin Jérémie Azou             | Frankrijk        | 6:30.70 |  |
| Zilver | Gary O'Donovan Paul O'Donovan         | Ierland          | 6:31.23 |  |
| Brons  | Kristoffer Brun Are Strandli          | Noorwegen        | 6:31.39 |  |
| 4      | James Thompson John Smith             | Zuid-Afrika      | 6:33.29 |  |
| 5      | Josh Konieczny Andrew Campbell        | Verenigde Staten | 6:35.07 |  |
| 6      | Artur Mikołajczewski Miłosz Jankowski | Polen            | 6:42.00 |  |